# Los muertos
Pour plus de détails, voir Fiche technique et Distribution.
Los muertos est un film argentin réalisé par Lisandro Alonso, sorti en 2003.

## Synopsis
Vargas, un homme d'une cinquantaine d'années sort de prison. Il refait le chemin inverse, celui qui le ramènera chez lui. Là-bas sa fille l'attend, qu'il n'a pas revu depuis des années. Silencieux et mystérieux, Vargas quitte peu à peu la civilisation pour s'enfoncer dans la région marécageuse qui fut la sienne…

## Fiche technique
- Titre : Los muertos
- Titre original : Los muertos
- Réalisation : Lisandro Alonso
- Scénario : Lisandro Alonso
- Directeur de la photographie : Cobi Migliora
- Producteur : Lisandro Alonso, Micaela Buye, Florencia Enghe, Ilse Hughan, Vanessa Ragone, Marianne Slot
- Production : 4L, Arte France, Fortuna Films, Slot Machine, Ventura Film
- Musique : Flor Maleva
- Dates de sortie : 16 avril 2004 (Argentine), 15 mai 2004 (festival de Cannes), 17 septembre 2004 (Festival international du film de Toronto), 3 novembre 2004 (France exploitation),
- Pays de production :  Argentine,  France,  Pays-Bas et  Suisse
- Format : couleurs
- Genre : drame
- Durée :  78 minutes
- Tous publics

## Distribution
- Argentino Vargas : Vargas
- Francisco Dornez
- Yolanda Galarza
- Víctor Varela
- Francisco Salazar
- Hilda Chamorro
- Ángel Vera
- Javier Lenciza
- Raúl Fagundez
- Saúl Gómez
- Miguel Altamirano
- Raúl Ramírez
- José Urdangarín
- Mario Omar
- Ricardo Arriola
- Feliciano Isla
- Jorge Araujo

## Distinctions
- Prix de la critique au Festival du film de Lima
- Prix FIPRESCI à la Viennale
- Prix de l'Âge d'or 2004